# 王金璋
王金璋（1907年—1985年），又名王子玉，男，陕西延长人，中華人民共和國政治人物。

## 生平
王金璋是陕西延长县黑家堡镇王家圪崂村人。早年担任中共延长县一区区委书记，后担任中共肤施县委书记等。第二次国共内战期间，担任中共安边县委书记。
中华人民共和国成立后，担任宁夏省民政厅厅长、甘肃省民政厅厅长。1958年，任宁夏回族自治区人民委员会副主席。1983年，升任自治区政协主席。